# Leptonemobius variegatus
Leptonemobius variegatus är en insektsart som beskrevs av Sjöstedt 1917. Leptonemobius variegatus ingår i släktet Leptonemobius och familjen syrsor. Inga underarter finns listade i Catalogue of Life.